# ألكسندر والكر
ألكسندر والكر (بالإنجليزية: Alexander Walker)‏ (و. 1779 – 1852 م) هو صحفي، وعالم وظائف الأعضاء، من المملكة المتحدة، ولد في اسكتلندا، توفي عن عمر يناهز 73 عاماً.